# Ucayalibladspeurder
De ucayalibladspeurder (Syndactyla ucayalae synoniem: Simoxenops ucayalae) is een zangvogel uit de familie Furnariidae (ovenvogels).

## Verspreiding en leefgebied
Deze soort komt voor in zuidoostelijk Peru, extreem noordwestelijk Bolivia en amazonisch Brazilië.

## Status
De grootte van de populatie is niet gekwantificeerd maar de soort wordt omschreven als schaars. Op de Rode lijst van de IUCN heeft deze soort de status gevoelig.